# Die Frau Meisterin
Die Frau Meisterin är en operett i tre akter med musik av Franz von Suppé och libretto av Karl Costa.

## Historia
Operetten hade premiär den 20 januari 1868 på Carltheater i Wien. Verket var Suppés första helaftonsoperett och inte, som ibland anges, den åtta år senare Fatinitza (1876). Librettisten Costa överförde handlingen från engelsk balladopera till en tradition av österrikisk Besserungsstück, en genre där visheten segrar över dumheten. Detta var i själva verket ett steg bakåt för den unga operettgenren.